# 桂林紫薇
桂林紫薇（学名：Lagerstroemia guilinensis）为千屈菜科紫薇属下的一个种。其种加词“guilinensis”意为“广西桂林的”。